# Pagament just
Pagament just (títol original en anglès, Made in Dagenham) és una pel·lícula de comèdia dramàtica britànica del 2010 dirigida per Nigel Cole, escrita per William Ivory i protagonitzada per Sally Hawkins, Bob Hoskins, Miranda Richardson, Geraldine James, Rosamund Pike, Andrea Riseborough, Jaime Winstone, Daniel Mays i Richard Schiff. Es representa la vaga de les cosidores de Ford de 1968 que tenia com a objectiu la igualtat salarial per a les dones. La cançó principal, amb lletra de Billy Bragg, és interpretat per Sandie Shaw, natural de la zona i antiga empleada de Ford Dagenham. S'ha doblat al català.
Una versió de teatre musical de la pel·lícula es va estrenar a l'Adelphi Theatre de Londres el 2014.